# Mikael Soisalo
Mikael Soisalo (Helsinki, 24 april 1998) is een Fins voetballer die bij voorkeur als rechtsbuiten speelt. Hij stroomde in 2014 door vanuit de jeugd van HJK Helsinki. In juni 2018 tekende Soisalo een contract voor drie seizoenen met 1 jaar optie bij SV Zulte Waregem.

## Clubcarrière
Soisalo begon te voetballen bij FC Honka. In 2013 maakte hij de overstap naar de jeugd van Helsinki. In 2014 maakte hij de overstap naar de het tweede elftal van Helsinki, Klubi-04 Helsinki. In 2016 maakte hij zijn debuut in de Veikkausliiga en dit bij Tampere United. In 2017 maakte Soisalo de overstap naar Middlesbrough U23. In juni 2018 tekende Soisalo een contract voor 3 seizoenen (met optie voor 1 jaar) bij SV Zulte Waregem. Zijn debuut in de Eerste klasse A maakte hij op 11 augustus 2018 in de met 4–0 gewonnen thuiswedstrijd tegen KAS Eupen. Hij kwam een minuut voor tijd Theo Bongonda vervangen.
Soisalo doorliep ook verschillende Finse jeugdploegen. Hij maakte deel uit van de U16, U17, U18, U19 en U21.

## Clubstatistieken
| Seizoen     | Club              | Competitie        | Competitie | Competitie | Beker | Beker | Internationaal | Internationaal | Totaal | Totaal |
| Seizoen     | Club              | Competitie        | Wed.       | Dlp.       | Wed.  | Dlp.  | Wed.           | Dlp.           | Wed.   | Dlp.   |
| ----------- | ----------------- | ----------------- | ---------- | ---------- | ----- | ----- | -------------- | -------------- | ------ | ------ |
| 2015/16     | Klubi-04 Helsinki | Kakkonen Itäinen  | 4          | 0          | 0     | 0     | —              | —              | 4      | 0      |
| 2016/17     | Tampere United    | Veikkausliiga     | 31         | 7          | 7     | 0     | —              | —              | 38     | 7      |
| 2016/17     | Middlesbrough U23 | Premier League II | 6          | 3          | 0     | 0     | —              | —              | 6      | 3      |
| 2017/18     | Middlesbrough U23 | Premier League II | 11         | 1          | 2     | 0     | —              | —              | 13     | 1      |
| 2018/19     | SV Zulte Waregem  | Eerste klasse A   | 1          | 0          | 0     | 0     | —              | —              | 1      | 0      |
| Club totaal | Club totaal       | Club totaal       | 53         | 11         | 9     | 0     | 0              | 0              | 62     | 11     |

Bijgewerkt op 31 augustus 2018
1 Bostyn ·
3 Tanghe ·
4 Lemoine ·
7 Challouk ·
8 Rommens ·
9 Vossen  ·
10 Ablo Traoré ·
11 Gavriel ·
14 Barkarson ·
17 Diop ·
18 Tambedou ·
19 Nyssen ·
20 Hedl ·
21 Nnadi ·
22 Opoku ·
23 Van der Gouw ·
24 Erenbjerg ·
27 Diabaté ·
31 Willen ·
42 Dobbels ·
47 Labie ·
50 Van Damme ·
55 Cappelle ·
59 Demuynck ·
64 Sergeant ·
Coach: Vandenbroeck